# U-156 (1941)
U-156 – niemiecki okręt podwodny typu IX C z okresu II wojny światowej. Okręt wszedł do służby w 1941.

## Historia
Zamówienie na kolejny okręt podwodny typu IX zostało złożone w stoczni AG Weser 25 września 1939. Rozpoczęcie budowy okrętu miało miejsce 11 października 1940. Wodowanie nastąpiło 21 maja 1941, wejście do służby 4 września 1941. Jedynym dowódcą był Korvettenkapitan (kmdr. ppor.) Werner Hartenstein.
Okręt odbył 5 patroli bojowych, podczas których zatopił 20 jednostek o łącznej pojemności 97 500 BRT, uszkodził również amerykański niszczyciel USS „Blakeley” (22 maja 1942, u wybrzeży Martyniki) i 3 statki (18.811 BRT).

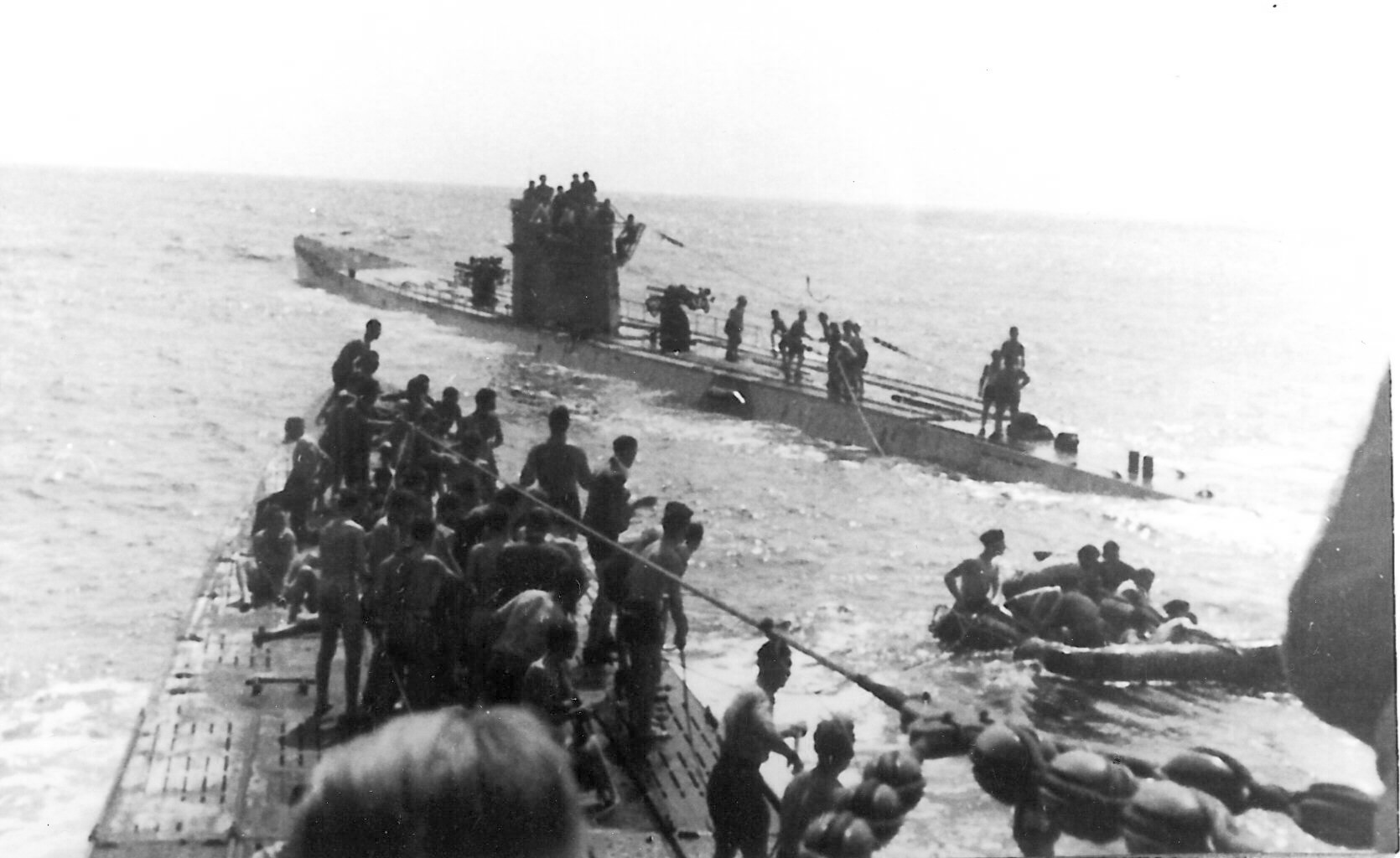
U-156 (widoczny dziób) i U-506 podczas akcji ratowania rozbitków z „Laconii”

12 września 1942 na północny wschód od Wysp Wniebowstąpienia U-156 storpedował transportowiec wojska „Laconia”, przewożący m.in. około 1800 włoskich jeńców. U-Boot rozpoczął kilkudniową akcję ratowniczą, do której przyłączyły się  okręty podwodne: U-506, U-507 oraz włoski „Cappellini”. 16 września U-156 (wciąż z rozbitkami na pokładzie) został zaatakowany i lekko uszkodzony przez amerykańskiego Liberatora. Wydarzenie to, nazwane „incydentem Laconii”, spowodowało wydanie przez Dönitza zakazu ratowania załóg zatopionych jednostek.
Okręt został zbombardowany na Atlantyku 8 marca 1943 przez samolot Consolidated PBY Catalina na wschód od Barbadosu, zginęła cała załoga (53).